# Campeonato europeo de hockey sobre patines femenino
El Campeonato europeo de hockey sobre patines femenino es una competición entre las mejores selecciones nacionales femeninas de hockey sobre patines del continente europeo. Se celebra cada dos años y es organizada por la CERS.

## Ganadores
| Año  | Sede                | Ganador  | 2º puesto    | 3º puesto    | 4º puesto    |
| ---- | ------------------- | -------- | ------------ | ------------ | ------------ |
| 1991 | Ginebra, Suiza      | Italia   | Países Bajos | España       | Inglaterra   |
| 1993 | Molfetta, Italia    | Italia   | España       | Países Bajos | Portugal     |
| 1995 | Oviedo, España      | España   | Italia       | Suiza        | Alemania     |
| 1997 | Madeira, Portugal   | Portugal | Italia       | España       | Países Bajos |
| 1999 | Springe, Alemania   | Portugal | España       | Alemania     | Italia       |
| 2001 | Molfetta, Italia    | Portugal | España       | Italia       | Alemania     |
| 2003 | Coutras, Francia    | Alemania | España       | Portugal     | Francia      |
| 2005 | Mira, Portugal      | Francia  | Portugal     | España       | Alemania     |
| 2007 | Alcorcón, España    | Alemania | España       | Portugal     | Francia      |
| 2009 | Saint Omer, Francia | España   | Francia      | Alemania     | Portugal     |
| 2011 | Wuppertal, Alemania | España   | Portugal     | Alemania     | Francia      |
| 2013 | Mieres, España      | España   | Portugal     | Italia       | Francia      |
| 2015 | Matera, Italia      | España   | Portugal     | Italia       | Alemania     |
| 2018 | Mealhada, Portugal  | España   | Portugal     | Italia       | Francia      |
| 2021 | Luso, Portugal      | España   | Portugal     | Italia       | Francia      |
| 2023 | Olot, España        | España   | Portugal     | Italia       | Francia      |

## Palmarés
| Posición | Selección    | Oros | Platas | Bronces | Medallas Totales |
| -------- | ------------ | ---- | ------ | ------- | ---------------- |
| 1        | España       | 8    | 5      | 3       | 16               |
| 2        | Portugal     | 3    | 7      | 2       | 12               |
| 3        | Italia       | 2    | 2      | 6       | 10               |
| 4        | Alemania     | 2    | 0      | 3       | 5                |
| 5        | Francia      | 1    | 1      | 0       | 2                |
| 6        | Países Bajos | 0    | 1      | 1       | 2                |
| 7        | Suiza        | 0    | 0      | 1       | 1                |

## Clasificación histórica
El CERH estableció en 2006 un ranking histórico de los Campeonatos de Europa en función de las posiciones de cada selección a partir de 1991, excluyendo la edición  experimental previa que no fue oficial. Según la posición en cada campeonato, cada selección recibe una determinada cantidad de puntos conforme al siguiente baremo:
- Campeón: 13 puntos.
- Subcampeón: 11 puntos.
- Tercer clasificado: 9 puntos.
- Cuarto clasificado: 7 puntos.
- Quinto clasificado: 6 puntos.
- Sexto clasificado: 5 puntos.
- Séptimo clasificado: 4 puntos.
- Octavo clasificado: 3 puntos.
- Noveno clasificado: 2 puntos.
- Clasificados a partir del décimo puesto: 1 punto.

La clasificación actualizada tras disputarse la XVI Edición en 2023 es la siguiente:
| Pos | Equipo       | Participaciones | 1º | 2º | 3º | 4º | 5º | 6º | 7º | 8º | 9º | 10º | Puntos |
| 1   | España       | 16              | 8  | 5  | 3  |    |    |    |    |    |    |     | 186    |
| 2   | Portugal     | 16              | 3  | 7  | 2  | 2  | 1  | 1  |    |    |    |     | 159    |
| 3   | Italia       | 12              | 2  | 2  | 6  | 1  |    | 1  |    |    |    |     | 114    |
| 4   | Alemania     | 13              | 2  |    | 3  | 3  | 3  | 1  | 1  |    |    |     | 101    |
| 5   | Francia      | 13              | 1  | 1  |    | 7  | 2  |    |    | 2  |    |     | 91     |
| 6   | Inglaterra   | 13              |    |    |    | 1  | 5  | 3  | 4  |    |    |     | 68     |
| 7   | Suiza        | 12              |    |    | 1  |    | 3  | 5  | 3  |    |    |     | 64     |
| 8   | Países Bajos | 5               |    | 1  | 1  | 1  | 2  |    |    |    |    |     | 39     |
| 9   | Austria      | 1               |    |    |    |    |    |    |    |    | 1  |     | 2      |
| 10  | Suecia       | 1               |    |    |    |    |    |    |    |    | 1  |     | 2      |